# نيلسون موتا
نيلسون موتَّا (من مواليد 29 أكتوبر 1944، ساو باولو) صحفي برازيلي وكاتب خفي وكاتب أغاني وكاتب ومنتج تسجيلات.
كان جزءًا من حركة بوسا نوفا، ومنتجًا للعديد من الفنانين، كان أول منتج موسيقى لماريسا مونتي في أواخر الثمانينيات. أنتج موتا أيضًا عروض موسيقى الروك البرازيلية المبكرة وكتب كلمات الأغاني بالتعاون مع فناني موسيقى الروك، مثل لولو سانتوس.
أنتج ريو، الألبوم الثالث لمغني الفادو البرتغالي كوكا روزيتا، صدر عام 2015.